# Leedri
Leedri (Duits: Ledfer) is een plaats in de Estlandse gemeente Saaremaa, provincie Saaremaa. De plaats heeft de status van dorp (Estisch: küla) en telt 61 inwoners (2021).
Tot in december 2014 behoorde Leedri tot de gemeente Lümanda, daarna tot in oktober 2017 tot de gemeente Lääne-Saare en sindsdien tot de fusiegemeente Saaremaa.

## Geschiedenis
Bij Leedri zijn de resten van een begraafplaats uit de vroege middeleeuwen gevonden.
Leedri werd in 1522 voor het eerst genoemd onder de naam Lethever, een nederzetting op het landgoed van Lümanda.
In 1977 werden de buurdorpen Antsi en Vahva bij Leedri gevoegd. In 1997 werd Vahva weer zelfstandig, maar Antsi bleef bij Leedri.